# Sloboda Ukraine
Sloboda Ukraine (russisk: Слободская Украина, Слобожанщина, tr. Slobodskaja Ukraina, Slobozjansjtjina; ukrainsk: Слобiдська Україна, Слобожанщина, tr. Slobydska Ukraina, Slobozjansjtjyna; dansk: ~ De frie grænsevagters grænseland) var et historisk område der udgjorde Storfyrstendømmet Moskvas grænseland. Området udviklede sig og blomstrede i 16- og 1700-tallet som Zar-ruslands sydvestlige grænse. I 1765 blev området omdannet til Kharkov guvernementet.
Området var traditionelt beboet af krimtatarer og nogajtatarer som invaderede de russiske områder langs Muravskijvejen og Iziumvejen, og var en del af den tyndt befolkede steppe, der var kendt som Vildmarken. Efter adskillige russisk-krimske krige tilskyndede russiske zarer kosakker at bosætte sig i området for at fungere som en slags grænsevagt mod angrebene.
Fra 1650-1765 blev Sloboda Ukraine i stigende grad organiseret efter kosakkiske militærtraditioner. Kosakker, som flyttede til området, blev kendt som Sloboda-kosakker. Under Katarina den Store blev kosakkernes privilegier afskaffet, og den semi-autonom region organiseret som Slobodsko-Ukrainskaja guvernement. Ved en administrativ reform i 1780 skiftede det meste af området navn til Kharkov guvernementet på dekret af Katarina den Store, mens andre dele blev overført til Voronezj guvernement og det nyoprettede Kursk guvernement, der var en del af Lilleruslands genralguvernement. I 1796 skiftede området igen navn til Slobodsko-Ukrainskaja guvernement og endeligt i 1835 fik guvernementet atter navnet Kharkov guvernementet. Områdets status blev forandret flere gange under sovjettiden, før grænserne for nutidens Kharkiv oblast blev etableret i 1930.